# 495253 Hanszimmer
495253 Hanszimmer este o planetă minoră (asteroid) din centura de asteroizi. A fost descoperită pe 30 iulie 2013 la  de Michał Żołnowski⁠(d) și a fost numită după Hans Zimmer. 
Obiectul prezintă o orbită caracterizată de o semiaxă mare de 2,4042052497039 UAi, o excentricitate de 0,24, o înclinație de 8,7 ° în raport cu ecliptica.